# 奥明方村立畑佐中学校
奥明方村立畑佐中学校（おくみょうがたそんりつ　はたさちゅうがっこう）は、かつて岐阜県郡上郡奥明方村（現・郡上市）に存在した公立中学校。

## 概要
- 郡上郡奥明方村の中学校であった。1961年、明方中学校と統合。奥明方中学校（現・明宝中学校）の新設により廃校。

## 沿革
- 1950年（昭和25年）4月1日 - 奥明方村立明方中学校畑佐分校が併設されていた奥明方村立畑佐小学校が廃校となる。畑佐小学校校舎は全て明方中学校畑佐分校校舎になる。
- 1951年（昭和26年）4月1日 - 明方中学校畑佐分校が明方中学校から分立し、奥明方村立畑佐中学校として開校。校区は畑佐・奥住・小川であり、小川分校が明方中学校から移管される。奥住地区の生徒は畑佐中学校本校への通学となり、奥住分校は廃止。
- 1957年（昭和32年）1月 - 明方中学校と畑佐中学校との統合が議論される。
- 1959年（昭和34年）3月 - 統合が決まる。
- 1961年（昭和36年）3月31日 - 明方中学校と畑佐中学校を統合し、奥明方村立奥明方中学校の新設により廃校。名目上の統合であり、旧・畑佐中学校は奥明方中学校畑佐教場、旧・畑佐中学校小川分校は奥明方中学校小川教場となる。
- 1962年（昭和37年）4月13日 - 統合校舎が完成し、開校式が行われる[注釈 2]。畑佐教場、小川教場を廃止。

## 小川分校
- 現在の岐阜県郡上市明宝小川632に設置された畑佐中学校の分校。奥明方村立小川小学校に併設されていた。
- 1947年4月、奥明方村立明方中学校小川分校として開校。1951年に畑佐中学校に移管され畑佐中学校小川分校となる。
- 1961年4月に奥明方村内の中学校の統合により廃校。廃校後は、奥明方村立奥明方中学校小川教場として、1962年4月13日に奥明方中学校統合校舎完成まで存在した。